# La Clotte
La Clotte és un municipi francès situat al departament del Charente Marítim i a la regió de la Nova Aquitània. L'any 2007 tenia 573 habitants.

## Demografia

### Població
El 2007 la població de fet de La Clotte era de 573 persones. Hi havia 222 famílies de les quals 52 eren unipersonals (24 homes vivint sols i 28 dones vivint soles), 80 parelles sense fills, 73 parelles amb fills i 17 famílies monoparentals amb fills.
La població ha evolucionat segons el següent gràfic:
Habitants censats

### Habitatges
El 2007 hi havia 300 habitatges, 234 eren l'habitatge principal de la família, 35 eren segones residències i 32 estaven desocupats. 296 eren cases i 3 eren apartaments. Dels 234 habitatges principals, 172 estaven ocupats pels seus propietaris, 40 estaven llogats i ocupats pels llogaters i 22 estaven cedits a títol gratuït; 1 tenia una cambra, 11 en tenien dues, 39 en tenien tres, 86 en tenien quatre i 96 en tenien cinc o més. 171 habitatges disposaven pel capbaix d'una plaça de pàrquing. A 98 habitatges hi havia un automòbil i a 116 n'hi havia dos o més.

### Piràmide de població
La piràmide de població per edats i sexe el 2009 era:
| Homes | Edats   | Dones |
| ----- | ------- | ----- |
| 0     | 95 o +  | 0     |
| 0     | 90 a 94 | 8     |
| 4     | 85 a 89 | 4     |
| 16    | 80 a 84 | 16    |
| 4     | 75 a 79 | 12    |
| 20    | 70 a 74 | 8     |
| 8     | 65 a 69 | 8     |
| 16    | 60 a 64 | 16    |
| 8     | 55 a 59 | 12    |
| 24    | 50 a 54 | 8     |
| 16    | 45 a 49 | 20    |
| 28    | 40 a 44 | 16    |
| 20    | 35 a 39 | 20    |
| 12    | 30 a 34 | 16    |
| 8     | 25 a 29 | 12    |
| 4     | 20 a 24 | 12    |
| 12    | 15 a 19 | 20    |
| 12    | 10 a 14 | 12    |
| 16    | 5 a 9   | 12    |
| 8     | 0 a 4   | 16    |

## Economia
El 2007 la població en edat de treballar era de 358 persones, 247 eren actives i 111 eren inactives. De les 247 persones actives 211 estaven ocupades (119 homes i 92 dones) i 36 estaven aturades (10 homes i 26 dones). De les 111 persones inactives 50 estaven jubilades, 13 estaven estudiant i 48 estaven classificades com a «altres inactius».

### Ingressos
El 2009 a La Clotte hi havia 261 unitats fiscals que integraven 648,5 persones, la mediana anual d'ingressos fiscals per persona era de 14.517 €.

### Activitats econòmiques
Dels 20 establiments que hi havia el 2007, 1 era d'una empresa extractiva, 6 d'empreses de construcció, 4 d'empreses de comerç i reparació d'automòbils, 4 d'empreses de transport, 4 d'entitats de l'administració pública i 1 d'una empresa classificada com a «altres activitats de serveis».
Dels 5 establiments de servei als particulars que hi havia el 2009, 1 era un paleta, 2 fusteries, 1 electricista i 1 perruqueria.
L'únic establiment comercial que hi havia el 2009 era una botiga de menys de 120 m².
L'any 2000 a La Clotte hi havia 21 explotacions agrícoles que ocupaven un total de 684 hectàrees.

## Equipaments sanitaris i escolars
L'únic equipament sanitari que hi havia el 2009 era una farmàcia.
El 2009 hi havia una escola elemental integrada dins d'un grup escolar amb les comunes properes formant una escola dispersa.

## Poblacions més properes
El següent diagrama mostra les poblacions més properes.